# 17 v. Chr.
Portal Geschichte | Portal Biografien | Aktuelle Ereignisse | Jahreskalender | Tagesartikel

◄ |
2. Jahrhundert v. Chr. |
1. Jahrhundert v. Chr. |
1. Jahrhundert |
►

◄ | 30er v. Chr. | 20er v. Chr. | 10er v. Chr. | 0er v. Chr. |
0er |
►

◄◄ | ◄ | 20 v. Chr. | 19 v. Chr. | 18 v. Chr. | 17 v. Chr. |
16 v. Chr. |
15 v. Chr. |
14 v. Chr. |
► |
►►
Staatsoberhäupter

## Ereignisse

### Politik und Weltgeschehen
- Die Clades Lolliana endet mit einer Niederlage der Römer gegen die germanischen Völker.
- 18/17 v. Chr.: Die erste nachweisbare Römerbrücke über die Mosel wird errichtet. An dieser Stelle entsteht in den nächsten Jahren die römische Stadt Augusta Treverorum, das heutige Trier.

### Kultur, Gesellschaft und Religion
- Kaiser Augustus lässt erstmals nachweisbar eine dreitägige Säkularfeier veranstalten.

## Geboren
- Lucius Caesar, Sohn des Augustus († 2 n. Chr.)
- um 17 v. Chr.: Arminius, Fürst der Cherusker († um 21 n. Chr.)